# Резня в Айдыне
Резня в Айдыне (греч. Σφαγή του Αϊδινίου), некоторые турецкие авторы предпочитают использовать термин Бой в Айдыне (тур. Aydın Savunması) — событие начальной стадии греко-турецкой войны 1919—1922 годов.
События получили отражение в книгах «Мёртвые ждут» (Οι νεκροί περιμένουν − 1959) и «Земли обагрённые кровью» (Ματωμένα χώματα − 1962) уроженки Айдына и известной греческой писательницы, Дидо Сотириу.

## Предыстория
30 октября 1918 года, между представителями победившей в Первой мировой войне Антанты и потерпевшей поражение Османской империи было заключено Мудросское перемирие. 7-я статья документа гласила, что союзники имеют право на оккупацию любого города и любого пункта, имеющего важное стратегическое значение. На Смирну претендовала Италия, которая уже контролировала юго-запад Малой Азии и войска которой находились южнее Измира. Чтобы ограничить амбиции Италии, Великобритания Франция и США приняли решение предоставить оккупацию Измира Греции, о чём итальянцам было объявлено 12 мая 1919 г.
13 мая 1919 года «Совет Четырёх» (Великобритания, Франция, Италия, США) признал за Грецией право на оккупацию Смирны, о чём по его поручению британский адмирал Р. Вебб специальной нотой уведомил султанское правительство. Главную роль в принятии этого решения сыграла Великобритания, которая, рассчитывая получить на Ближнем Востоке надёжного союзника в лице Греции, поддержала её территориальные претензии.
Высадка 2 (15) мая 1919 года греческой 1-й пехотной дивизии, которой командовал полковник Николаос Зафириу, предполагалась мирной и началась мирно. Одновременно с греческими войсками (около 12 тысяч человек) произвёл высадку и небольшой англо-франко-американо-итальянский десант (800 человек), принявший от турецких солдат береговые укрепления и батареи. В турецких казармах находилось около 3 тысяч солдат. Вместе с жандармами это составляло 4 тысячи вооружённых турок.
Итальянцы, которые никак не могли успокоиться из-за потери Измира, подготовили провокацию. Ими были вооружены лодочники в порту, а итальянский полковник Корросини выпустил из тюрьмы всех уголовников. Когда началась высадка войск и греческое население приветствовало своих освободителей, началась стрельба из лодок, а замешавшиеся в толпе уголовники наносили встречающим ножевые ранения. В дело подключились вооружённые турецкие солдаты и жандармы. 4-му греческому полку удалось навести порядок лишь через час, взяв в плен 540 турецких солдат жандармов и 28 офицеров. 2 тысячам вооружённых турок удалось уйти, положив начало как турецкому сопротивлению, так и зверствам по отношению к безоружному греческому населению, как это случилось впоследствии в резне греческого населения города Айдын. Воспользовавшись беспорядками, итальянцы ещё раз запросили у союзников право на оккупацию Измира, но в очередной раз получили отказ.
К концу мая греческие войска заняли весь вилайет Смирны, а с ростом турецкого сопротивления и налетов турецких чет на зону оккупации стали расширять её уже без согласия союзников.

## Действия итальянцев
Итальянские транспорты стали высаживать свои войска, предназначавшиеся для высадки в Смирне, в Аясулуке (Эфес (город):A-152. Они заняли Сокью (тур Сёке) и расширили свою зону оккупации вплоть до левого берега реки Меандр (тур. Большой Мендерес). Итальянцы превратили этот регион в базу для турецких чет. Отсюда четы совершали налёт на греческую зону и сюда возвращались после налётов.

## Занятие Айдына
Части 1-й пехотной греческой дивизии заняли Айдын (в древности и византийский период город именовался Траллис — Τράλλεις) 14 мая. Греческий историк Д. Фотиадис пишет, что в городе жили 11 тысяч греков:183. Рапорт 1-го корпуса армии даёт несколько меньшие цифры. Из общего числа 35 тысяч жителей, 25 тысяч были турками, греков было 6 тысяч, евреев 3,5 тысяч, остальные армяне и другие.
Сюда следует добавить 2,5 тысяч греков из Акче, Султан-хиссара, Омерлу и др населённых пунктов бежавших под защиту греческой армии и греков бежавших от гонений на греческое население в «союзной», итальянской зоне. Таким образом, согласно армейскому докладу, на момент занятия города в нём проживало 8,5 тысяч греков:169.
Айдын был занят полковником Схинасом, который имел под своим командованием 3 батальона пехоты и 1 артиллерийскую батарею. Один взвод занял соседнее село Омурлу. Учитывая тот факт, что турки в городе были вооружены и находились в контакте с иррегулярными четами за городом, Схинас располагал небольшими силами:167.
Полк был встречен с энтузиазмом греческим населением города. Все турки Айдына были вооружены, но вступление полка в город было мирным. Турки Айдына согласились не оказывать сопротивления, запросив и получив гарантии, что турецкое население города не подвергнется опасности. Но в окрестностях города оставались иррегулярные отряды турок. Яннис Капсис, современный историк и писатель, бывший также министром иностранных дел Греции, пишет, что хуже всего был тот факт, что у города протекала река Меандр, которая была рубежом итальянской зоны. В итальянской зоне расположился лагерь Джина, где под итальянской протекцией и поддержкой иррегулярные турецкие четники и кемалисты готовили налёт на Айдын. Капсис пишет, что соучастие итальянцев в последовавшей резне не подлежит сомнению:168.

## Резня

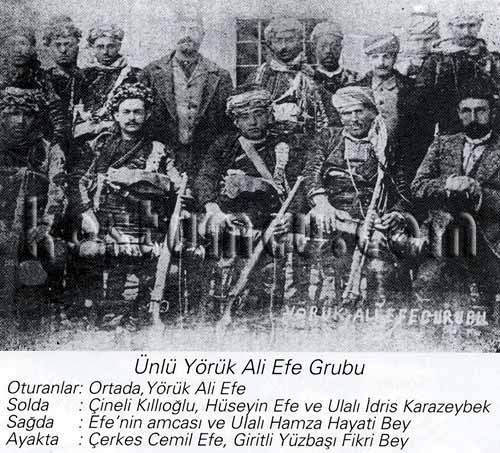
Чета которую возглавлял Yörük Ali

Первая атака началась в полдень 27 июня, когда греческий патруль у железнодорожной станции в Malgaç, к югу от Айдына, подвергся атаке 400 четников отряда зейбеков, который возглавлял Yörük Ali Efe.
28 июня турецкие иррегулярные и регулярные силы с пулемётами и орудиями свободно перешли мост, охраняемый итальянцами. Турки атаковали Айдын при артиллерийской поддержке итальянцев и использовали тяжёлые орудия, которые предоставили им итальянцы:170. Схинас, который не принял мер предосторожности, совершил ещё одну, роковую, ошибку. Он оставил блок посты вокруг города и собрал все свои силы в городе. По описанию будущего митрополита Смирны и великомученика Хризостома, «полковник Схинас приказал сбор частей в городе … то есть применил … план атакующих, которые стремились перенести бой в город, где большое число турок было вооружено… Турки безудержно ворвались в греческий квартал. Последовали огонь и резня, которые продолжались 4 дня… Пленённые были уведены вглубь Азии и их судьба это отдельное повествование»:1680.
Схинас бежал из города. Оставшись без командования, его солдаты стали отходить.
С отходом армии из города, орды иррегулярных зейбеков и неразоруженные части османской армии, под командование бывшего комдива Шефки и при содействии местного османского населения, учинили резню и сожжение всего христианского и в особенности греческого населения:169..
С отходящими греческими частями сумели уйти только 800 жителей. Другие пытались укрыться в дружественных турецких дома, большинство укрылось во французском монастыре, который находился под защитой всего 3 французских жандармов:169. Бежавшие в горы были схвачены и вырезаны. Та же судьба постигла и оставшихся в своих домах. Такой же была и участь искавших убежище в дружественных турецких домах. Налётчики выискивали их и убивали на месте.
Спаслись только 4 тысячи человек, из тех что нашли убежище во французском монастыре. Но и они бежали из монастыря, когда огонь из греческого квартала окружил монастырь. По дороге они подверглись нападению зейбеков. Все были ограблены, несколько человек были убиты, но в большинстве своём спаслись:170.
Пленные греческие солдаты, все до единого, подверглись пыткам и были убиты. Все были найдены с отрезанными ушами, носами и выколотыми глазами:174. В подобном состоянии были трупы женщин и детей, собранных греческими солдатами в последующие дни в ущельях вокруг города:175:176. Уходя, четы сожгли весь греческий квартал и забрали с собой 800 пленённых греческих женщин и детей.
Командующий 1-м корпусом армии генерал Константинос Нидер который посетил город после того, как тот был вновь взят греческой армией, писал в своём докладе: «Перед совершёнными зверствами бледнеет дикость зверей. Жертвы турок подверглись жестоким пыткам, до того как были зарезаны. Отрезались уши, носы, выбивались зубы, выкалывались глаза, у изнасилованных женщин отрезали груди»:183.
По первоначальным оценкам первого корпуса армии, в городе было убито 2000 человек. 700 греческих женщин и детей было вывезено в Денизли и их судьба неизвестна. Из еврейского населения было убито 12 человек, из армянского — один:171. Греческий и армянский квартал были полностью сожжены. Сгорела небольшая часть еврейского квартала. Сгорела также часть османского квартала, но бо́льшая часть его осталась нетронутой огнём:171.
Венцом зверств стал тот факт, что перед бегством турок из города они вынудили несколько греческих старейшин подписаться под рапортом, где они негативно отзывались о поведении греческой армии и положительно о поведении турецкой. Через полчаса после этого старейшины были вырезаны:173.
Капсис считает что за 2 дня было убито 6500 человек греческого гражданского населения. Пленённые в Айдыне женщины и дети были доставлены в Денизли и через несколько дней были вывезены вместе с депортированным греческим населением городов Назили и Денизли на пустынный остров посреди озера Эгирдир. Большинство из этих 5 тысяч человек умерли от голода и лишений:186. В свою очередь, современный американский политолог Руммель, Рудольф отмечает, что греческое население города либо было убито турками, либо было угнано вглубь Анатолии.

## Скауты Айдына

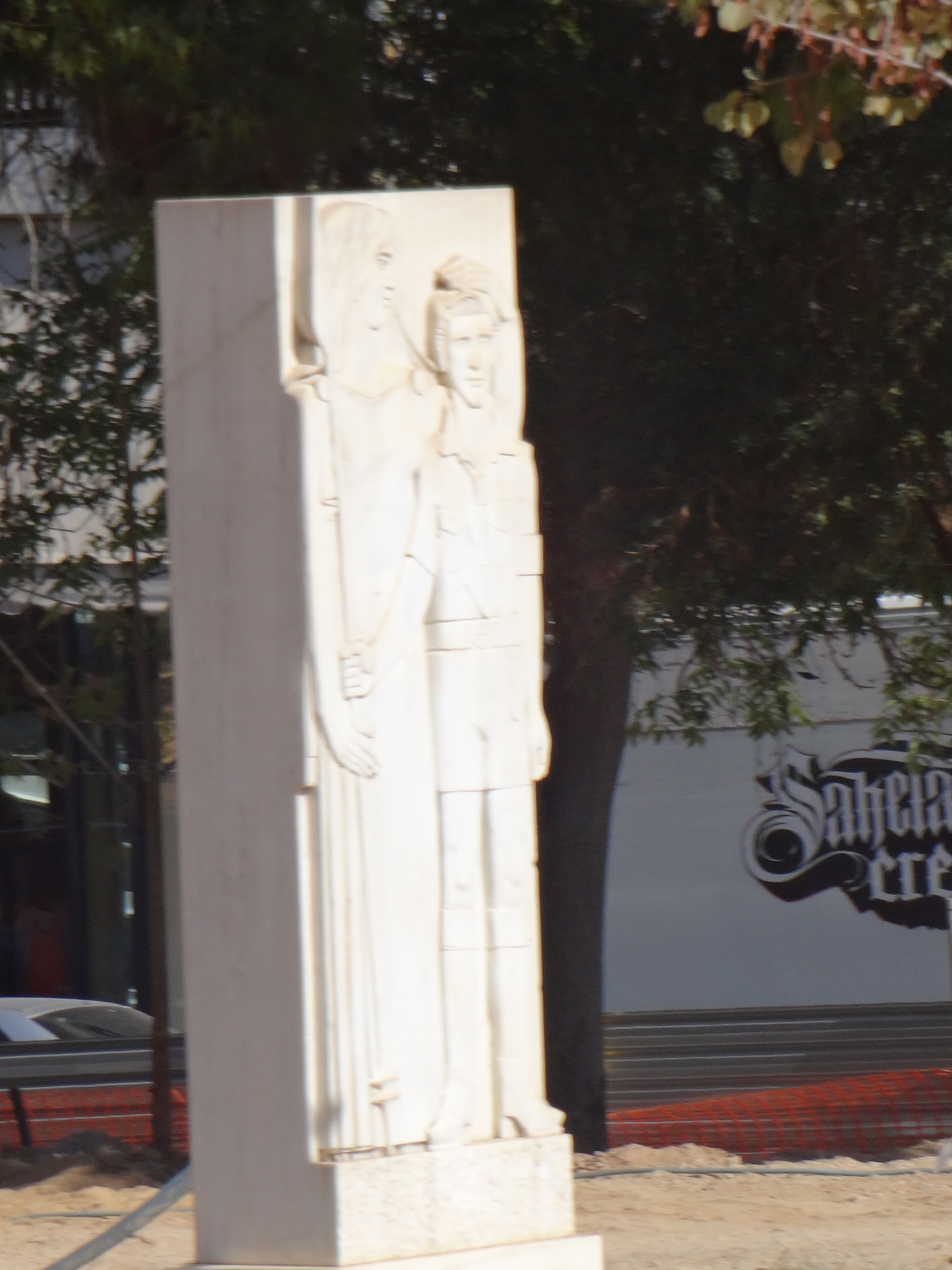
Памятник скаутам Айдына. Установлен в афинском квартале Новая Смирна, основанном беженцами из Смирны и прилегающего региона.

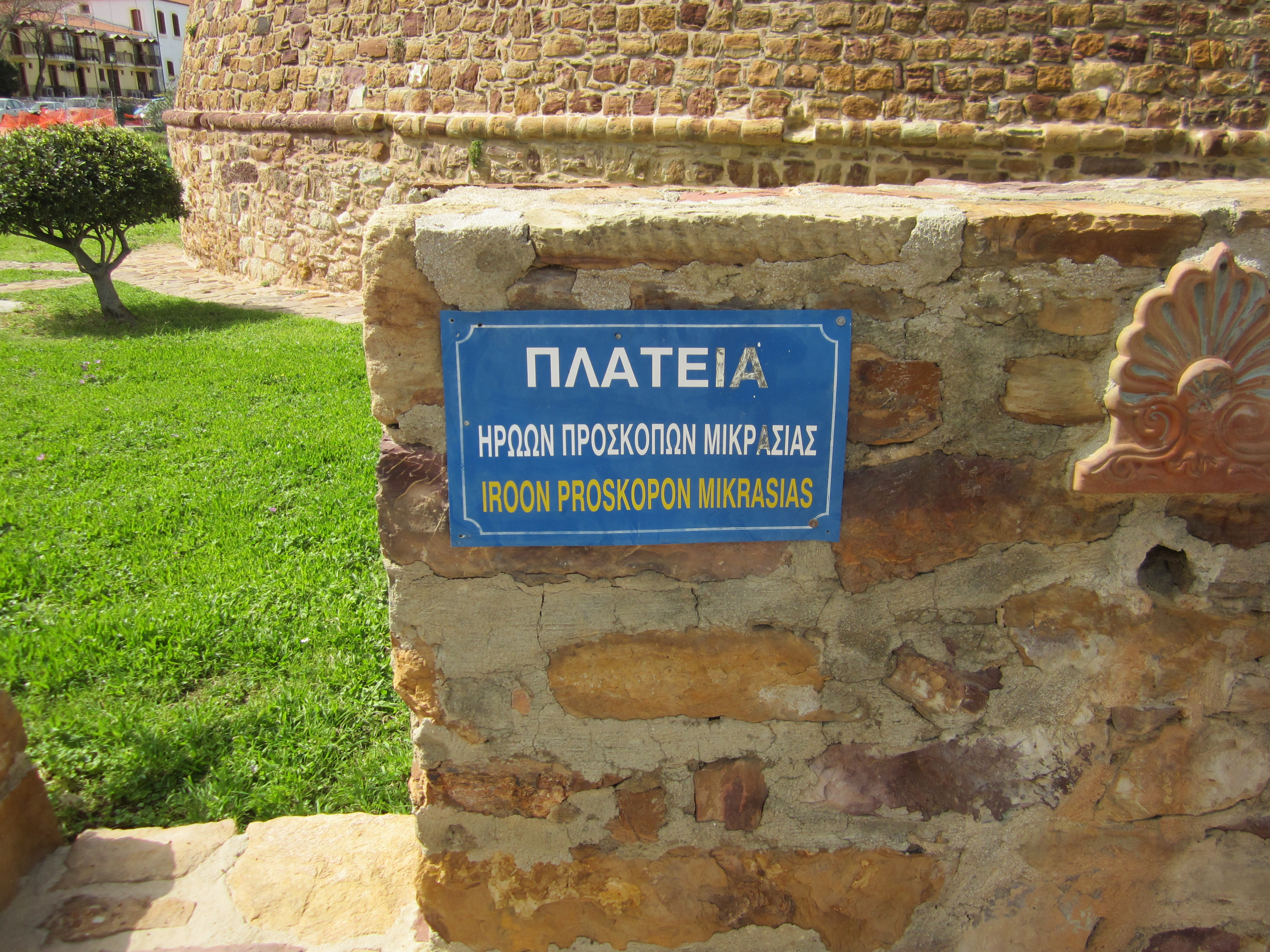
Площадь Скаутов Малой Азии на греческом острове Хиос

С уходом греческих частей единственным представителем греческой администрации в городе осталась местная организация скаутов.
В эти 3 дня резни и пожаров, Никос Авгеридис, во главе десятков скаутов подросткового и детского возраста, пытался помочь своим согражданам, независимо от национальности, помогая раненным и вызволяя людей из горящих домов. Скауты следовали своим принципам «Помогать каждому человеку, в любом случае».
Многие из них погибли выполняя свою миссию. 31 скаутов были пленены турками, которые отвели скаутов к берегу реки Эвдон (Εύδονας). Аднан Мендерес, ставший в будущем (1950—1960) премьер-министром Турции, и которого, в качестве союзника по НАТО, греческая дипломатия именовала «другом Греции» потребовал от Авгеридиса отречься от своей нации. Авгеридис воскликнул «Да здравствует Греция» и Мендерес выколол ему глаз клинком. Требование было повторено, и ответ также. Авгеридис и все 31 скаутов, давшие тот же ответ, были растерзаны и их тела были выброшены в реку.
Тела скаутов были найдены греческой армией в реке через 2 дня. 20-летняя Элли Сфецоглу, бывшая одним из комиссаров скаутов и возглавлявшая встречу греческой армии при её вступлении в город, скрывалась с матерью и младшим братом в пещере Цакироглу. Она была ослеплена и подверглась пыткам. При этом Элли кричала «греческая армия вернётся и накажет вас». Все трое были убиты.

## Возмездие Кондилиса

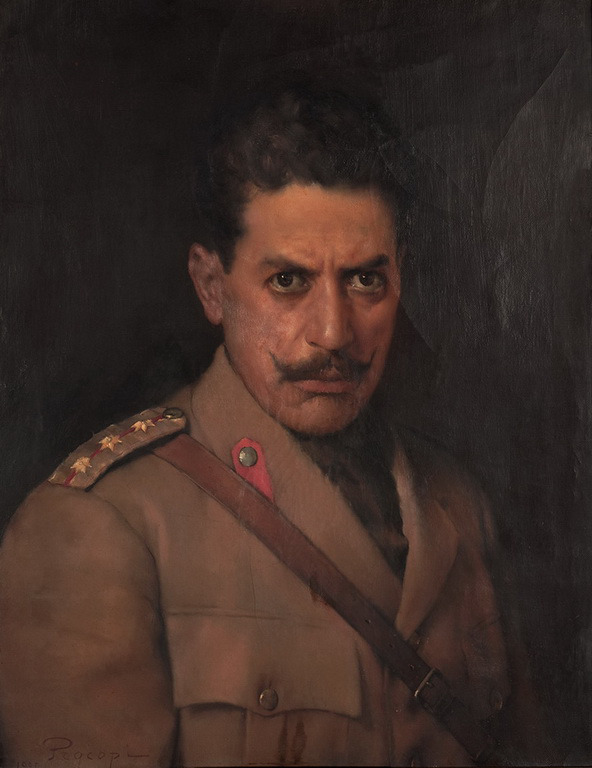
Художник Прокопиу, Георгиос. Полковник Кондилис в Малой Азии, 1921 год

В день когда Айдын был занят турками, в Смирну, с Украины, где он принимал участие в экспедиции Антанты в поддержку Белого движения (см. Украинский поход греческой армии), прибыл 3-й полк полковника Кондилиса. Кондилису было поручено «наказать мясников Айдына». Без передышки Кондилис перебросил свой полк в Идемиши, желая перекрыть туркам дорогу к отступлению. Но турецкие четники и солдаты уже ушли за Меандр, в итальянскую зону, в лагерь в Дзину.
Перед входом греческой армии в город, османское население, осознав совершённые злодеяния, обратилось к оставшимся в живых грекам, с просьбой посредничать в предоставлении письменных гарантий безопасности. Греческое командование дало письменную гарантию, но несмотря на это, из 25 тысяч мусульманского населения, в городе решило остаться только 50 мусульман:172.
В итальянской зоне турецкие четники чувствовали себя в безопасности. Но как пишет Я. Капсис, «они плохо знали Кондилиса»:181.
В связи с этим Капсис обвиняет некоторых современных греческих историков, с лёгкостью выговаривающих фразу «мы тоже…»:181. Капсис пишет, что если бы даже не было 6500 (согласно его оценки) убитых, увиденных ветеранами Кондилиса растерзанных тел 31 скаутов было достаточно, чтобы вызвать чувство возмездия:182.
Кондилис молниеносно перешёл Меандр и атаковал лагерь турок в Чина, где «не оставил ни одного турка чтобы рассказать о случившемся» (по выражению историка К. Матьоти). Продолжая свой рейд, Кондилис обошёл гору Сапунджа-даг и сжёг 7 турецких деревень, откуда происходила часть турецких четников. Когда итальянский командующий региона пожаловался на действия Кондилиса, последний ответил: «Передайте этому господину, поскольку они (итальянцы) покровительствуют туркам и дают им свободу атаковать нас, я сожгу не 7, а 17 деревень, если даже мне придётся дойти до Вавилона».

## Межсоюзническая следственная комиссия
Межсоюзническая следственная комиссия провела расследование о событиях и представила свой доклад в октябре 1919 года. Расследование было произведено согласно букве Парижской мирной конференции и после получения в июле 1919 года жалобы турецкого Шейх аль -ислама. Составителями доклада были представители 4-х союзных держав (Британии, Франции, Италии и США). Комиссия провела в сентябре слушания в самом Айдыне, в Çine в пределах итальянской зоны, и в Назилли, в зоне занятой Турецким национальным движением.
Греческая историк Кирьяки Матьоти, родом из Айдына, в своей книге «Айдын» публикует также приложение с текстом этого доклада. Матьоти ставит под сомнение достоверность этого доклада, считая что комиссия была предвзята в пользу турок. В особенности это касалось итальянцев, которые были соучастниками событий и ставили с самого начала своей целью отнять у Греции мандат на регион Смирны, но также и французов, которые через несколько месяцев, следуя за итальянцами, стали оказывать поддержку кемалистам.
В докладе отмечалось, что всё население Айдына, турки и греки, были вооружены. Доклад признавал, что большое число турецкого гражданского населения, в своей попытке бежать ночью из горящего мусульманского квартала до ухода греческой армии, было обстреляно греческими солдатами. Доклад утверждает, что греческие солдаты, до своего отхода из города, совершили ряд преступлений и что в ходе патрулирования вокруг Айдына греками был сожжён ряд деревень. В докладе отмечается что греческое гражданское население желало следовать за уходящими греческими частями, но греческое командование помешало этому. Доклад отмечает что виновниками пожара в греческом квартале были банды Юрук-Али, которые убивали греческое население без различия возраста и пола. В докладе утверждается что 2-3 тысячи жителей нашедших убежище во французском монастыре, в конечном итоге обратились за защитой к комдиву 57-й османской дивизии Шефик-бею. Последнее расходится с рапортом 1-го корпуса греческой армии, где солдаты Шефик-бея упоминаются как участники резни. Наконец комиссия утверждает, что конечное число жертв, как греков так и турок, определить трудно. Однако комиссия сумела оценить ущерб нанесённый сожжением Айдына — около 8 миллионов Фунт стерлингов (в ценах 1919 года). Поскольку турецкое население оставило свои дома и бежало из региона, оно также оставило неубранным свой урожай. Комиссия оценила и эти потери. Косвенные потери были оценены в 1 млн 200 тысяч фунтов. Общие потери (прямые и косвенные) в ценах 2005 года были оценены в 283 160 000 фунтов (около 500 млн американских долларов).

## Впоследствии
События в Айдыне вынудили греческое правительство срочно усилить экспедиционную армию в Малой Азии и назначить её командующим Леонида Параскевопулоса, закончившего в своё время «Эвангелическую школу Смирны»:183. Полковник Схинас был осуждён военным трибуналом к пожизненному заключению, за дезертирство и оставление поля боя. После возвращения монархистов к власти в 1920 году, полковник сослался на козни сторонников Венизелоса. Яннис Капсис пишет, что резня в Айдыне должна была лишить всякие сомнения как союзников, так и греческое руководство, в том, что случится с греческим населением Ионии, когда греческая армия уйдёт из региона:170.
Война со стороны турок приняла характер этнических чисток и завершилась Резнёй в Смирне в 1922 году и насильственным обменом населения, который задел также как греческое население проживавшее вдали от зон боёв, так и население Восточной Фракии, которую Греция была вынуждена уступить туркам без боя, под давлением союзников. Немногочисленное греческое население остававшееся в Айдыне, вновь подверглось резне в 1922 году. Турецкое население города оставалось до конца войны в регионе Назилли — Денизли, пока Айдын не был занят турецкой армией 7 сентября 1922 года, в конце войны.
В сегодняшней Греции, почти во всех больших городах, есть «улицы Айдына» и «улицы Скаутов Айдына». Скауты Айдына занимают особое место в истории Скаутского движения Греции. Памятник Скаутам Айдина установлен в, основанном беженцами из Ионии, афинском квартале Новая Смирна.